# Taillebourg (Charente-Maritime)
Taillebourg – miejscowość i gmina we Francji, w regionie Nowa Akwitania, w departamencie Charente-Maritime.
Według danych na rok 1990 gminę zamieszkiwało 561 osób, a gęstość zaludnienia wynosiła 39 osób/km² (wśród 1467 gmin regionu Poitou-Charentes Taillebourg plasuje się na 511 miejscu pod względem liczby ludności, natomiast pod względem powierzchni na miejscu 616).